# Oncostemum tenerum
Oncostemum tenerum är en viveväxtart som beskrevs av Carl Christian Mez. Oncostemum tenerum ingår i släktet Oncostemum och familjen viveväxter. Inga underarter finns listade i Catalogue of Life.